# Nobuyuki Hiyama
Nobuyuki Hiyama (jap. 檜山 修之 Hiyama Nobuyuki; ur. 25 sierpnia 1967 w Hatsukaichi) – japoński seiyū i aktor dubbingowy pracujący dla grupy Arts Vision. 

## Wybrana filmografia
- Tengen Toppa Gurren Lagann – Greihn, Viral
- School Rumble – Harry McKenzie
- Kidō Senshi Gundam SEED – Muruta Azrael
- Yūsha Tokkyū Might Gaine – Maito Senpūji
- Yūshaō Gaogaigar – Gai Shishiō
- Pokémon – Akira
- Digimon Adventure 02 – BlackWarGreymon
- Yu Yu Hakusho – archiwum duchów – Hiei
- Keroro gunsō – Kogoro
- Highshool of the Dead – Kōta Hirano
- Cowboy Bebop – Shin
- Detektyw Conan – Makoto Kyōgoku
- Seijū Sentai Gingaman – Sanbash
- Gosei Sentai Dairanger – Szef Kamikaze
- Kidō Senshi Gundam: Ósma Drużyna Mobili – Shirō Amada
- Heike monogatari – Taira no Munemori
- Jii-san baa-san wakagaeru – Hajime Takahashi[1]